# Анегада
Анегада (англ. Anegada) — найпівнічніший острів у групі Віргінських островів. Знаходиться приблизно за 24 км на північ від острова Вірджин-Горда. Він є кораловим на відміну від інших островів цього архіпелагу які мають вулканічне походження. Через це Анегада дуже рівнинна на противагу іншим гористим Віргінським островам. Найвища точка остова має висоту лише 8,5 метрів над рівнем моря.

## Географія
Загальна площа острова 38 квадратних кілометри — він другий за площею острів з Британських Віргінських Островів. Населення острова складється з 200 мешканців, більшість з яких проживає у єдиному поселенні на острові під назвою Сеттлмент.
Основою економіки острова є туризм. У сезон, населення острова збільшується у два рази. Туристів приваблюють відносно пустельні пляжі з білосніжним піском де можна відпочити від міського гамору та великий 29-кілометровий кораловий риф (найбільший у Карибському морі та четвертий за розмірами у світі). Риф утруднює плаванняю до острова, тому не всі туристичні компанії готові відправляти туристів на цей острів. Анегада популярна серед любителів дайвінгу.
Також розвинене промислове рибальство.

## Історія
У минулому, острів був популярним місцем стоянки серед піратів. На острові і біля нього залишились залишки більше 200 загиблих кораблів.